# Älvsnabben
Älvsnabben es una pequeña isla cerca de Musko al sur del archipiélago de Estocolmo, en Suecia. El nombre también puede referirse a un puerto natural, más correctamente llamado Älvsnabbsbassängen (Cuenca de Älvsnabben), entre las cuatro pequeñas islas Älvsnabben, Bjurshagslandet, Kapellön y Gubbholmen. Älvsnabben (entonces Alæsnap) fue mencionada en el Libro del Censo del rey danés Valdemar II, como un lugar de anclaje ya en el siglo XIII, parte de una ruta medieval, 